# Jean-Philippe Gatien
Jean-Philippe Gatien, född 16 oktober 1968 i Alès, är en fransk tidigare bordtennisspelare.
Bland Gatiens främsta meriter i singelspel framträder segern i världsmästerskapet i Göteborg 1993 samt finalförlusten mot Jan-Ove Waldner i Barcelona i OS 1992. 
Utöver det franska språket behärskar Gatien även engelska i en, för fransmän, ovanlig omfattning.